# Hermann Födisch
Hermann Födisch (4. září 1904 Žatec – 29. března 1980 Forchheim) byl historik, muzejník a komunální politik v Žatci a Bamberku.

## Život, profesní a politické působení
Födisch se narodil v dnes již neexistujícím domě čp. 385 v Žatci. Jeho otec Franz Josef byl litograf a pocházel z Vysoké u Chomutova, matka Emilie se narodila v Žatci. Hermann vystudoval žatecké gymnázium a pak studoval práva na Německé univerzitě v Praze.
V roce 1938 se stal ředitelem Městského muzea v Žatci a zároveň městským kronikářem. Födischovým koníčkem byla archeologie. Muzeum za jeho působení provedlo několik záchranných akcí a výzkumů. V dubnu 1939 dosáhl dohody s K. A. Polánkem, zakladatelem Českého menšinového muzea v Žatci, a převezl muzejní archeologickou sbírku z Plas, kam ji odvezli čeští vojáci, zpět do Žatce. Födischovo libreto k expozici bylo pojato striktně z německého nacionálního hlediska a mělo dokazovat, že Germáni sídlili na Žatecku dříve než Slované. Ve stejném duchu je napsaná i jeho brožura Das Saazer Land in vorgeschichtlicher und germanischer Zeit  (Žatecko v předdějinné a germánské době), která vyšla v roce 1941 v Žatci,  stejně tak jako práce Das Saazer Land in ur- und frühgeschichtlicher Zeit (Žatecko v pravěku a rané době dějinné), kterou vydal až v Německu, i několik jeho studií a popularizačních článků vydaných za okupace. Během svého muzejního angažmá vytvořil rozsáhlou soukromou archeologickou sbírku, kterou se v roce 1946 podařilo archivářem Václavem Kůrkou pro muzeum získat. Nově ji inventarizoval archeolog Helmut Preidel.
Od února 1938 se Födisch stal předsedou žatecké pobočky Sudetoněmecké strany a z této pozice v srpnu téhož roku vítal ve městě Konrada Henleina. Od května 1938 zasedal v městské radě. Byl předsedou německého Krajanského spolku pro Krušné hory a Středohoří. Za války působil Födisch v okresním vedení NSDAP, ve kterém měl na starosti vzdělávání členů.
Födischovy osudy za války a těsně po ní ale nejsou jasné. Jeho biografie na stránkách historického spolku v Bamberku uvádí, že byl dvakrát povolán do Wehrmachtu (1940 a 1942). V dubnu 1945 měl padnout do amerického zajetí, z něhož měl být v srpnu téhož roku propuštěn. Podle Petra Holodňáka, který se opírá o svědectví pamětníků, měl odejít do Bavorska už v zimě 1944/1945.
V každém případě se už 1. září 1945 stal členem bamberského historického spolku a byl pověřen správou jeho archeologických sbírek. V rámci denacifikace byl zařazený do mírnější skupiny č. 4 Mitläufer (přívrženci), tudíž mohl být od začátku roku 1948 zaměstnaný jako městský konzervátor. V roce 1946 obhájil doktorskou práci z prehistorie na univerzitě v Erlangen. V bamberském muzeu uspořádal v roce 1949 úspěšnou výstavu Svět lidí doby kamenné. V dubnu 1950 ho ale město Bamberk ze svých služeb propustilo s odůvodněním, že při líčení své minulosti uvedl nepravdivé údaje. Födisch odešel do Mnichova, kde pracoval na ministerstvu spravedlnosti jako personální referent. Ještě po jeho odchodu vyšla v Bamberku jeho publikace o pravěku Bamberku a okolí. V Mnichově pak získal další doktorát, tentokrát z práv. Profesní kariéru ukončil v mnichovském patentovém úřadu.
Nato se odstěhoval do Forchheimu, kde zemřel.
Födisch byl dvakrát ženatý: jeho první žena se za svobodna jmenovala Gusti Sieglová a pocházela ze Žatce, po válce se ve Forchheimu oženil s Emmi Urlichovou.
Ve Státním okresním archivu v Lounech je uložený Födischův osobní fond z let 1921–1945. Obsahuje hlavně strojopisné texty jeho článků, studií a politických projevů. Další Födischovy písemnosti má Regionální muzeum K. A. Polánka v Žatci.

### Födischovy  publikace a rukopisy neuvedené v textu
- Saazerland-Heimatland, Lerche, Mnichov 1962
- Über angeblich vorkoloniale Städte in Ostmitteleuropa, Mnichov 1965
- Zum Problem präurbaner Siedlungen in Ostmitteleuropa, Mnichov 1967
- Saazer Heimat in Bildern: eine Erinnerung an Stadt u. Kreis Saaz, Mondorf 1967